# Boucif Ouled Askeur
Boucif Ouled Askeur è un comune dell'Algeria, situato nella provincia di Jijel.